# Poroszka
Poroszka (1899-ig Pruszka, szlovákul Pruské, németül Prusskau) falu Szlovákiában, a Trencséni kerületben, az Illavai járásban. Szavcsina és Vágpart (Podvázs) települések tartoznak hozzá.

## Fekvése
Illavától 3 km-re északnyugatra, a Vág jobb oldalán, a Váraljai-patak (Podhradský-potok) mellett fekszik. 

## Története
A falu keletkezésének idejéről nincs írásos dokumentum. Amikor a 18. század végén a régi templomot lebontották, a főoltárban egy feliratos követ találtak, mely szerint a templom 1221-ben épült. Első írásos említése 1244-ből származik „terra Pruska” alakban. A századok során „Presca, Prusca, Possessio seu villa Pruschene, Pruske, Prozka, Prwska, Possessio Prwzka, Pryska, Possessio Pruske, Prwsk” alakban fordul elő a neve a különféle írott forrásokban. Az oroszlánkői váruradalomhoz tartozott. Legrégibb birtokosa a Ludányi családból való Bogomir comes volt. Későbbi birtokosai a Ludányi, Jakusics, Königsegg családok. A középkori oklevelekben Poroszka „oppidium”-ként, azaz mezővárosként szerepel évi ötszöri vásárral. 1642-ben az ellenreformáció idején birtokosa, Jakusics György veszprémi püspök – Oroszlánkő ura – ferences kolostort alapított itt. 1780-ban felépült a későbarokk római katolikus templom, 1787-ben sírboltjában temették el Gavlovics Hugolin szlovák ferences rendi papot, egyházi írót.
A 18. század végén Vályi András így ír róla: „PRUSZKA. Pruszke. Tót Mezőváros Trentsén Vármegyében, földes Ura Gróf Königszeg Uraság, a’ kinek kastéllyával, ’s egyéb épűlete ivel díszesíttetik; lakosai katolikusok leginkább, fekszik Vág vize mellett, Puchohoz 1, Trentsénhez két mértföldnyire, jeles Szentegyházán kivűl, a’ Szent Ferentz Szerzetebéli Atyáknak is van itten Klastromjok, mellyet Jakusicz György, vólt Veszprémi Püspök, mintegy 1740-dikben építtetett. Kriptájokban vagyon Tersztyánszky Uraknak temetőhelyek. Ispotállya is vagyon; földgye termékeny, legelője, fája van, piatza külömbféle, kézi munkával is jó keresettyek van, első osztálybéli.”
Fényes Elek 1851-ben kiadott geográfiai szótárában így ír a faluról: „Pruszka, tót m. v., Trencsén vmegyében, a Vágh jobb partján: 1050 kath., 67 zsidó lak. Szép kath. paroch. templom. Synagóga. Kastély. A sz. ferencziek klastromát Jakosich György veszprémi püspök alapította, mint az oroszlánkői uradalomnak, mellyhez Pruszka tartozik, akkori birtokosa. A kórházat pedig gr. Jakusich Imre, és felesége gr. Serényi Polexina alapitották 1684. Határa Pruszkának termékeny, első osztálybeli; fája bőven; Lakosi közt sok mesterember van. F. u. gr. Kőnigsegg Ferencz. Ut. p. Trencsén.”
A 20. század elején a község a Nemsó-Lednicróna vasútvonal egyik állomása lett. A trianoni békéig Trencsén vármegye Puhói járásához tartozott.
1942 és 1948 között épült fel a régi alapiskola épülete. 1950-ben felszámolták a szerzetesrendeket, így a ferenceseknek is távozniuk kellett Poroszkáról. 1986-ban és 1993-ban új iskolaépületeket emeltek.
Szavcsina, Széppatak, Vágbánya és Vágpart (Podvázs) településeket csatolták hozzá. Később Széppatak és Vágbánya újra önálló község lett.

## Népessége
| Év:            | 1994. | 2004.    | 2014.   | 2024.   |
| -------------- | ----- | -------- | ------- | ------- |
| Emberek száma: | 2685  | 2088     | 2244    | 2290    |
| Eltérés:       |       | -22,23 % | +7,47 % | +2,04 % |

| Év:            | 2023. | 2024.   |
| -------------- | ----- | ------- |
| Emberek száma: | 2299  | 2290    |
| Eltérés:       |       | -0,39 % |

1880-ban 1114 lakosából 971 szlovák, 101 német, 13 magyar, 1 más és 28 ismeretlen anyanyelvű volt.
1890-ben 1202 lakosából 1055 szlovák, 137 német, 7 magyar és 3 egyéb anyanyelvű volt.
1900-ban 1244 lakosából 1140 szlovák, 84 német, 16 magyar és 4 egyéb anyanyelvű volt.
1910-ben 1257 lakosából 1093 szlovák, 88 magyar, 62 német és 14 egyéb anyanyelvű volt. Szavcsina-Podvázsnak 202, túlnyomórészt szlovák lakosa volt.
2001-ben 2089 lakosából 2055 szlovák volt.
2011-ben 2179 lakosából 2057 szlovák volt.
2021-ben 2310 lakosából 2179 (+4) szlovák, 1 (+1) magyar, (+5) cigány, (+1) ruszin, 18 (+4) egyéb és 112 ismeretlen nemzetiségű volt.

## Neves személyek
- Itt született 1609-ben Jakusics György magyar katolikus főpap, egyházi rangjaiból kifolyólag Veszprém, Heves és Külső-Szolnok vármegye örökös főispánja.
- Itt született 1737-ben Jozef Nejedlý nyitrai nagyprépost, Nejedly Ferenc nyitrai kanonok bátyja.
- Itt született 1789-ben Beck János Nepomuk orvos.
- Itt született 1835-ben Glück Izsák félegyházai, majd sajószentpéteri főrabbi, egyházi író.
- Itt alkotott és hunyt el 1787-ben Hugolín Gavlovič szlovák ferences áldozópap, egyházi író. A templom sírboltjába temették el.
- Itt tanított Babcsánszky Ferenc (1655-1702) magyar ferences szerzetes, egyházi író, pedagógus.
- Itt szolgált Štefan Gallo (1882-1970) római katolikus plébános, fogoly, embermentő.

## Nevezetességei
- Római katolikus temploma 1780-ban épült a korábbi templom helyén.
- Ferences kolostorát 1642-ben Jakusics György püspök építtette, ma szociális otthon.
- Reneszánsz kastélya a 16. század végén épült, kiterjedt park övezi. Ma gazdasági iskola működik benne.

## Külső hivatkozások
- Hivatalos oldal
- Községinfó
- Poroszka Szlovákia térképén
- E-obce

## Lásd még
- Szavcsina
- Vágpart